# Zhen Dong
Zhen Dong (China) es un gimnasta artístico chino, doble campeón mundial en 1999 en la prueba de anillas y en el concurso por equipos.

## Carrera deportiva
En el Mundial de Tianjin 1999 consigue la medalla de oro en el concurso por equipos —China queda por delante de Rusia y Bielorrusia (bronce)— siendo sus compañeros de equipo: Huang Xu, Li Xiaopeng, Lu Yufu, Xing Aowei y Yang Wei; asimismo también logra la medalla de oro en la prueba de anillas, por delante del húngaro Szilveszter Csollány y el griego Demosthenes Tampakos.